# Ruisseau de Ménilmontant
Le ruisseau de Ménilmontant est un ancien cours d'eau de Paris, devenu le Grand Égout.

## Le ruisseau
À l'origine, le ruisseau prenait sa source de plusieurs petits cours d'eau descendant des collines de Ménilmontant, de Belleville, Montmartre et du Pré-Saint-Gervais, jusqu'au nord de l'actuelle place de la République, coulait en direction de l'ouest au milieu du cours préhistorique de la Seine (avant la captation par le fleuve de l'ancien lit de la Bièvre à partir du pont d'Austerlitz), au nord des actuels grands boulevards, traversait l'actuel quartier du Faubourg-Saint-Honoré et se jetait dans la Seine au niveau de l'actuel pont de l'Alma au pied de la colline de Chaillot.
Il est fait mention de ce ruisseau pour la première fois dans une charte donnée par Dagobert Ier, en 629, pour l'établissement d'une foire dans un lieu nommé pasellus Sancti-Martini, c'est-à-dire le « Pas » ou le « Petit-Pont de Saint-Martin ».
Ce ruisseau a pu être confondu, sous le nom de Savara, avec celui qui, dans un diplôme de Childebert Ier, sert de frontière aux pêcheries de l'abbaye Saint Vincent.

## La censive Sainte-Opportune

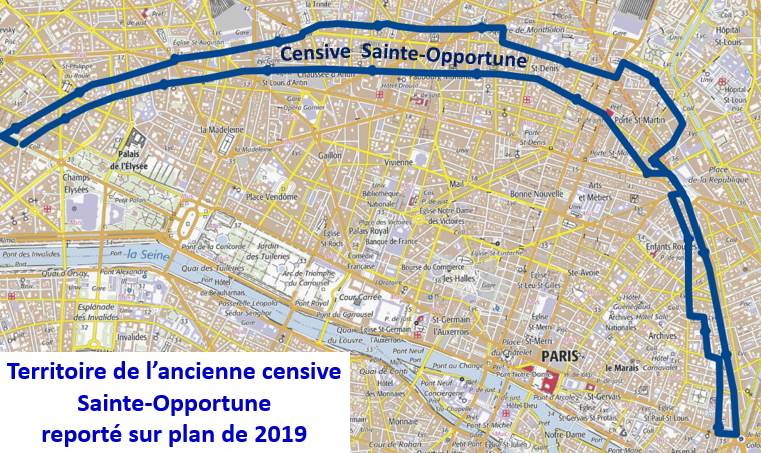

Le ruisseau s'écoulait au milieu d'une zone marécageuse fréquemment inondée (encore en 1910) qui avait été en grande partie cédée comme fief vers 866 aux chanoines de Sainte-Opportune par Louis le Bègue. Ce territoire est drainé au XIIe siècle par creusement de fossés d'écoulement, principalement à l'initiative de ces religieux. Celui du nord au pied de la butte Montmartre formant limite du fief disparaît avant le XVIe siècle. Celui au centre des environs de l'actuelle place de la République à l'actuel pont de l'Alma formait sa limite sud. Ce deuxième fossé devient le grand égout de Paris.
L'assainissement de ce territoire permet sa mise en culture, pâtures et céréales, puis jardins maraichers et vergers. Cette ceinture maraichère au nord de la ville disparaît lors de l'urbanisation des quartiers du faubourg Poissonnière, de la Chaussée d'Antin et du Roule au XVIIIe siècle.

## Le Grand Égout
Avec l'augmentation de la population de Paris, l'évacuation des eaux usées prend de plus en plus d'importance.
À partir du XVIe siècle le ruisseau de Ménilmontant est canalisé et transformé en égout, connu sous le nom de « Grand Égout ». Son cours est modifié : il décrit alors une grande boucle autour des limites de la ville, à proximité, au nord, de ce qui est actuellement les Grands Boulevards.
Son tracé est légèrement modifié en 1740 par creusement d'un nouvel égout très proche de l'ancien, les passages sous les ponts étant maintenus. Les propriétaires des terrains sur lesquels passaient le nouvel égout furent indemnisés par cession de celui de l'ancien ou par un versement. L'ancien égout fut comblé. Le nouvel égout d'une largeur d'environ deux mètres était maçonné avec des murs longés par des talus et des chemins de service. Le terrain qui appartenait à la ville devait rester libre de constructions.
Ce nouvel égout débutait à l'emplacement de l'actuelle place de la République puis se dirigeait vers l'ouest par la rue du Château-d'Eau, la rue des Petites-Écuries, la rue Richer, la rue de Provence, la rue Roquépine, la rue de Penthièvre, la rue du Colisée et la rue Marbeuf pour se jeter enfin dans la Seine, entre le pont de l'Alma et le Trocadéro, à proximité de la rue Gaston-de-Saint-Paul en bas du village de Chaillot,.
Un réservoir de chasse de 6 000 m3 alimenté par des eaux impropres à la consommation amenées par des conduites des hauteurs de Belleville fut construit à cette date sur une légère éminence en bordure du boulevard du Temple à l'emplacement de l'actuel Cirque d'hiver pour nettoyer l'égout.
Dans les années 1760, la ville autorisa les riverains à recouvrir le Grand Égout pour des raisons de salubrité publique à condition de se charger du nettoyage devant chaque propriété et de ne pas y déverser d'immondices, prescriptions qui furent peu respectées. Sur la couverture qui progressa rapidement de nouvelles rues furent ouvertes, notamment la rue de Provence qui fit disparaitre le pont d'Arcans enjambant l'égout au niveau approximatif de la rue de la Chaussée d'Antin actuelle, la rue des Petites-Écuries, la rue Richer dans un tracé est-ouest.
Jean-Joseph de Laborde obtient le droit de lotir et de vendre les terrains dont il était propriétaire au bord de la rue de Provence et de la rue d'Artois, aujourd'hui rue Laffitte.
Sur le Plan de Verniquet de 1790, la plus grande partie apparaît recouverte, seule la partie au sud de l'avenue des Champs-Élysées restant à ciel ouvert. En 1823, l'égout avait complètement disparu.
L'égout souterrain resta en place au cours de la première moitié du XIXe siècle, mal entretenu, en partie bouché, le réservoir de chasse ayant été supprimé en 1779. Depuis les travaux du Second Empire créant un nouveau réseau, il est complètement à sec. On le retrouve cependant dans la toponymie parisienne dans le nom du passage du Ruisseau-de-Ménilmontant, situé dans le 20e arrondissement.

Grand égout sur cartes anciennes
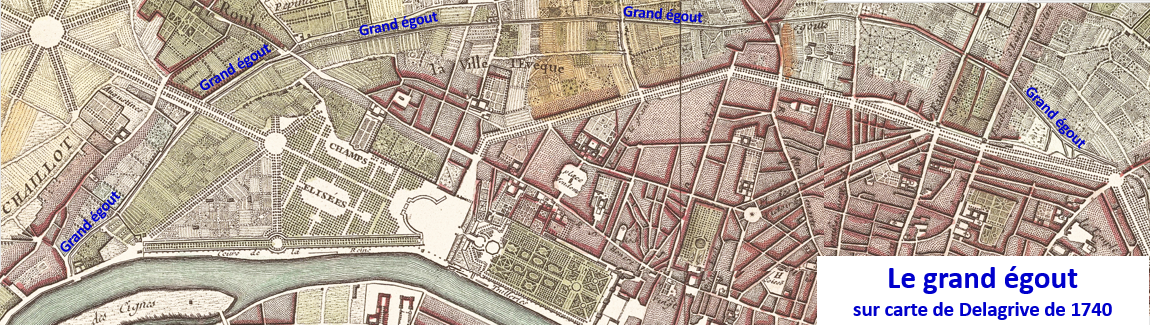
Grand égout sur plan Delagrive de 1740.
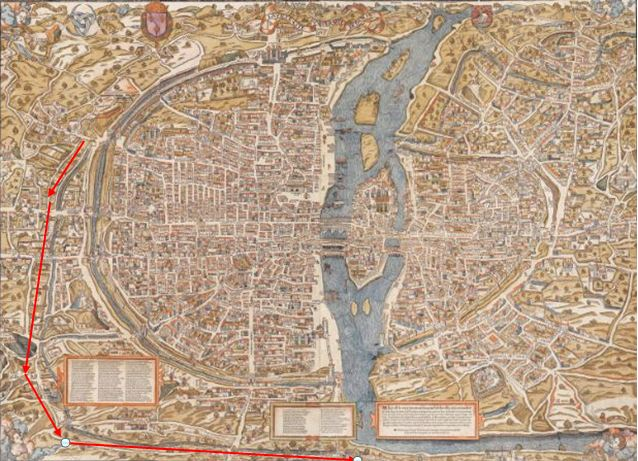
Le grand égout signalé par flèches rouges sur le plan de Truschet et Hoyau de 1550.